# Lac Bølling
Le lac Bølling est un lac situé au centre du Jutland au Danemark, c'est l'un des plus élevés du pays.
Ce lac de 835 ha est important d'un point de vue géologique, car il se trouvait à l'extrémité d'un glacier au Pléistocène.
Il se trouve sur la ligne de crête du Jutland central, 10 km à l'ouest de Silkeborg et au nord-est de Engesvang, et n'est alimenté que par les eaux de pluie ou les infiltrations. Il est coupé en deux par la frontière entre les communes d'Ikast-Brande et de Silkeborg.

## Formation
Ce lac s'est formé entre 13 et 12 000 ans avant notre époque, à la fin de la  dernière glaciation. C'est un site type de ce que le paléo-écologue Johannes Iversen a appelé l’ « oscillation de Bølling ». Les analyses indiquent un réchauffement avant l’oscillation d’Alleröd. La végétation pionnière est faite de saules polaires, de Dryades à huit pétales et d'autres plantes dicotylédones. Le Dryas récent était une période vraisemblablement plus froide que le Dryas ancien. Il y eut autour du lac un habitat de chasseurs du Paléolithique supérieur (Culture de Hambourg, culture de Bromme et Ahrensbourgien).
Le lac a été asséché au XIXe siècle, mais il n'a donné que des terres peu exploitables aux agriculteurs. Il y avait encore jusqu'à la fin du XXe siècle un canal du lac Bølling, mais les mesures de renaturation l'ont condamné et le lac a retrouvé sa taille primitive.